# Parafia św. Antoniego w Gliwicach-Wójtowej Wsi
Parafia Świętego Antoniego w Gliwicach-Wójtowej Wsi – parafia metropolii katowickiej, diecezji gliwickiej, dekanatu Gliwice (poprzednio, do 25 marca 2019 r. - do dekanatu Gliwice-Ostropa) Kościoła katolickiego obrządku łacińskiego. Powstała w 1918.